# Dobryniewo (obwód brzeski)
Dobryniewo (biał. Дабрынева; ros. Добрынево) – wieś na Białorusi, w obwodzie brzeskim, w rejonie iwacewickim, w sielsowiecie Domanowo, nad Hrywdą.
W dwudziestoleciu międzywojennym leżało w Polsce, w województwie nowogródzkim, do 22 stycznia 1926 w powiecie słonimskim, w gminie Byteń; następnie w powiecie baranowickim, w gminie Dobromyśl. Po II wojnie światowej w granicach Związku Sowieckiego. Od 1991 w niepodległej Białorusi.